# Distretto di Füzuli
Il distretto di Füzuli (in azero: Füzuli rayonu) è un distretto (rayon) dell'Azerbaigian con capoluogo Füzuli.
Il distretto e l'omonimo capoluogo, che fino al 1959 si chiamavano Карягино (Karjagino), sono così intitolati in onore al poeta medievale Muhammad Fuzûlî.

Dalla fine del conflitto del Nagorno Karabakh fino all'ottobre 2020 il distretto di Füzuli è stato in parte sotto occupazione armena.